# Kerem Zevne
Kerem Zevne (Wilrijk, 16 januari 1990) is een Belgisch voetballer.

## Carrière
Zevne genoot zijn jeugdopleiding bij onder meer RC Genk en MVV. Hij kreeg in 2010 een contract als profvoetballer bij Antwerp FC. Op 18 augustus maakte hij zijn competitiedebuut tegen AFC Tubeke. Hij wist meteen te scoren in de 64ste minuut en na 85 minuten vervangen door Stavros Glouftsis. Na één seizoen verhuisde hij naar KV Turnhout.

## Statistieken
| seizoen | club           | land      | competitie     | wed | goals |
| ------- | -------------- | --------- | -------------- | --- | ----- |
| 2009/10 | MVV Maastricht | Nederland | Eerste divisie | 2   | 0     |
| 2010/11 | Antwerp FC     | België    | Tweede Klasse  | 16  | 4     |
| 2011/12 | KV Turnhout    | België    | Derde Klasse   |     |       |
|         |                |           | Totaal         | 18  | 4     |

Laatst bijgewerkt 14-08-10